# Rodrigo Valdez
Rodrigo Valdez (* 22. Dezember 1946 in Cartagena, Kolumbien; † 14. März 2017 ebenda) war ein kolumbianischer Profiboxer und Weltmeister im Mittelgewicht der WBA und WBC. Die Datenbank BoxRec führt ihn als Nummer 35 der besten Mittelgewichts-Boxer aller Zeiten, das Ring Magazine platziert ihn unter den Top 30 der schlagstärksten Boxer aller Zeiten.
Seine drei Kämpfe gegen Bennie Briscoe und seine beiden Duelle gegen Carlos Monzón gehören zu den Rivalitäts-Klassikern der 1970er Jahre.

## Boxkarriere
Rodrigo Valdez begann seine Profikarriere im Alter von 16 Jahren und bestritt 44 seiner 73 Kämpfe in seiner Heimat Kolumbien. In seinem 9. Kampf am 2. Oktober 1965, erlitt er die erste Niederlage seiner Karriere; er verlor durch technischen K. o. in Runde 6 gegen den ungeschlagenen Juan Escobar. Dies blieb jedoch die einzige vorzeitige Niederlage seiner Karriere. Am 2. April 1967 erreichte er ein Unentschieden gegen Mario Rossito (45-9-5) und am 21. Januar 1968 ein weiteres Unentschieden gegen German Gastelbondo (33-7-5). Sein bis dahin stärkster besiegter Gegner war Eugenio Espinoza (51-5-4), den er am 5. März 1967 durch Punktesieg bezwang.
Am 16. Februar 1969 kämpfte er erstmals außerhalb seiner Heimat. Er boxte im benachbarten Ecuador gegen Daniel Guanin (33-6-3) und erlitt dabei seine erste Niederlage nach Punkten. Bis dahin hatte er 22 seiner 25 Kämpfe gewonnen, davon 10 durch Knockout. Am 6. August 1969 boxte er erstmals in den Vereinigten Staaten und siegte in Las Vegas einstimmig nach Punkten gegen Peter Cobblah. Auch seine nächsten fünf Kämpfe in den Vereinigten Staaten konnte er vorzeitig gewinnen, 1970 erlitt er jedoch zwei weitere Punkteniederlagen im Madison Square Garden von New York City.
Seine folgenden 17 Kämpfe konnte er gewinnen, davon 14 durch Knockout. Dabei boxte er auch erstmals in Frankreich. Bis 1973 hatte er sich zwar eine beachtliche Kampfbilanz erarbeitet, aber noch gegen niemanden von Weltrang geboxt, was ihm lange einen Titelkampf verwehrte. Jedoch hatte er mehrere nationale Meister aus niedrigeren Gewichtsklassen besiegt. Am 1. September 1973 gewann er schließlich auf Neukaledonien seinen ersten Titel; er wurde durch Punktesieg gegen den schlagstarken Bennie Briscoe, Nordamerikanischer Meister im Mittelgewicht. Am 14. Dezember 1973 besiegte er den mehrfachen, Kanadischen Meister Joey Durelle durch K. o. in Runde 2.
Da sich der Argentinier Carlos Monzón auf den Gewinn des WBA-Weltmeistertitels vorbereitete und keine Pflichttitelverteidigung seines WBC-Weltmeistergürtels bestreiten wollte, wurde ihm dieser entzogen und damit vakant. Rodrigo Valdez und Bennie Briscoe wurden von der WBC daraufhin dazu auserwählt, um den Titel zu boxen. Der Kampf wurde am 25. Mai 1974 in Monte Carlo ausgetragen. Valdez gewann den Kampf überraschend durch technischen K. o. in Runde 7 und fügte Briscoe damit dessen einzige vorzeitige Niederlage in 96 Profikämpfen zu. Valdez hatte sich damit an der Weltspitze des Mittelgewichts etabliert und verteidigte seinen WM-Titel anschließend gegen den Französischen Meister und späteren Europameister Gratien Tonna, sowie gegen Ramón Méndez, Rudy Robles und Nessim Cohen, wobei er nur mit Robles über die volle Rundenzahl gehen musste.
Weiterhin als Nummer 1 im Mittelgewicht, galt jedoch WBA-Weltmeister Carlos Monzón, der seit über elf Jahren keine Niederlage mehr erlitten hatte. Sein Kampfrekord belief sich auf 85 Siege (59 davon durch K. o.), drei Punkteniederlagen und neun Unentschieden. Am 26. Juni 1976 trafen die beiden in einem Titelvereinigungskampf in Monte Carlo aufeinander. Zu dieser Zeit waren die WBA und die WBC, die einzigen beiden anerkannten Weltverbände im Profiboxsport, was dem Kampf eine prestigeträchtige Dimension verlieh. Fünf Tage vor dem Kampf wurde der Bruder von Valdez ermordet, was bei diesem seine Spuren hinterließ. So wirkte er im Kampf als wenig aktiv und ging in Runde 14 zu Boden. Nach den vollen 15 Runden wurde Carlos Monzón zum einstimmigen Punktesieger erklärt und vereinigte so erneut die WM-Titel beider Verbände.
Am 30. Juli 1977 kam es zum Rückkampf in Monte Carlo, den Monzón erneut einstimmig nach Punkten gewann. Jedoch gelang Valdez in Runde 2 ein Niederschlag, der erste und zugleich einzige in Monzóns Karriere. Anschließend trat Monzón vom Boxsport zurück, wobei seine beiden WM-Titel wieder vakant wurden.
Am 5. November 1977 konnte sich Valdez schließlich die WM-Titel der WBA und WBC sichern, nachdem er in Italien erneut Bennie Briscoe durch einstimmigen Punktesieg bezwungen hatte. Doch schon in seiner ersten Titelverteidigung verlor er seine Titel durch Punkteniederlage an Hugo Pastor Corro. Auch im Rückkampf am 11. November selben Jahres musste er sich nach Punkten geschlagen geben. Im November 1980 beendete er seine Karriere.